# Bruno Bolchi
Bruno Bolchi (Milán, Italia; 21 de febrero de 1940-Florencia, Italia; 27 de septiembre de 2022) fue un futbolista y entrenador de fútbol de Italia que jugaba en la posición de centrocampista, teniendo su mayor éxito con el Inter de Milán, con el que fue campeón de la Serie A y de la Copa Europea de Clubes.

## Carrera

### Club
| Periodo   | Club        |
| --------- | ----------- |
| 1958–1963 | Inter       |
| 1963–1964 | Verona      |
| 1964–1965 | Atalanta BC |
| 1965–1970 | Torino FC   |

### Selección nacional
Jugó para Italia en cuatro ocasiones, todas en 1961 incluyendo dos partidos de la Clasificación para la Copa Mundial de Fútbol de 1962.

### Entrenador
| Periodo   | Club                |
| --------- | ------------------- |
| 1971–1972 | Pro Patria          |
| 1972–1973 | AC Pistoiese        |
| 1973–1974 | Unione Valdinievole |
| 1974–1975 | Sorrento Calcio     |
| 1975–1976 | ACR Messina         |
| 1976–1978 | AC Pistoiese        |
| 1978–1979 | Novara Calcio       |
| 1980–1981 | Atalanta BC         |
| 1982–1983 | AC Cesena           |
| 1983–1986 | AS Bari             |
| 1986–1987 | AC Cesena           |
| 1987–1988 | AC Arezzo           |
| 1988–1989 | Pisa Calcio         |
| 1989–1990 | Reggina Calcio      |
| 1990–1991 | Brescia Calcio      |
| 1991–1992 | Avellino            |
| 1992–1993 | US Lecce            |
| 1993–1995 | AC Cesena           |
| 1995–1997 | Lucchese            |
| 1997–1998 | AC Monza            |
| 1999      | Reggina Calcio      |
| 2000–2001 | Genoa CFC           |
| 2001–2002 | Ternana Calcio      |
| 2003      | ACR Messina         |
| 2004      | Ternana Calcio      |
| 2005      | US Catanzaro        |
| 2007      | ACR Messina         |

## Logros

### Jugador
Inter
- Serie A (1): 1962–63
- European Cup (1): 1963–64

Torino
- Copa Italia (1): 1967–68

### Entrenador
Pistoiese
- Serie C2, Girone B (1): 1976–77

Bari
- Serie C1 (1): 1983–84